# БРДМ 2Т
2Т «Сталкер» — гусенична броньована розвідувально-диверсійна машина, створена білоруською компанією «Мінотор-Сервіс». БРДМ призначена для автономних операцій в глибокому тилу: диверсій, розвідки, евакуації збитих льотчиків, установки протитанкових мін в несподіваних місцях, раптових атак на автоколони.

## Особливості конструкції
Машина спочатку розроблялася з урахуванням вимог високої мобільності, малопомітності, захищеності і хорошої оснащеності. Дизельний двигун з гідромеханічною трансмісією забезпечує максимальну швидкість до 95 км/год. В конструкції 2Т «Сталкер» використані матеріали, що знижують помітність у радіолокаційному, тепловому та оптичному діапазонах.
БРДМ володіє широким арсеналом, який дозволяє ефективно реалізувати різні цілі. Система управління вогнем включає двоканальний оглядово-прицільний пристрій з лазерним далекоміром, яка забезпечує пошук, виявлення та супроводження цілей в пасивному режимі в денних і нічних умовах.
Розвідувальне обладнання 2Т «Сталкер» являє собою багатоканальний цілодобовий оптико-електронний комплекс, що забезпечує автоматичний вибір та супроводження рухомих цілей, лазерне та оптичне визначення відстані до об'єкта, автоматичну передачу даних на велику відстань.

### Озброєння
Обладнання і озброєння машини 2Т розміщується на високомобільному швидкісному гусеничному шасі.
Озброєння машини складається з:
- стабілізованої 30-мм гармати 2А42
- спареного 7,62-мм кулемета
- двох висувних пускових установки, на кожній з яких можуть бути встановлені по дві протитанкові або зенітні ракети
- автоматичного 30-мм гранатомета

Система управління вогнем дозволяє вести одночасний обстріл двох об'єктів, наприклад, броньового об'єкту — протитанкової ракетою і живої сили — гранатометом.

### Розвідка
Розвідувальне обладнання машини являє собою принципово новий багатоканальний цілодобовий оптико-електронний комплекс.
Розвідувальний комплекс машини забезпечує:
- автоматичну селекцію та супроводження рухомих об'єктів
- лазерне і оптичне визначення відстані до об'єкта
- автоматичну передачу даних на велику відстань

Запас боєприпасів, палива, води та продуктів харчування забезпечує тривалу автономну бойову роботу машини і екіпажу у відриві від тилів і баз постачання.
Крім боєприпасів і основного озброєння, на машині передбачено місце для складу мін для ручного мінування при проведенні диверсійних операцій і контейнерів для спеціального устаткування.

### Мобільність
Високі маневрені і швидкісні параметри машині забезпечують дизельний двигун, гідромеханічна трансмісія, гідромеханічний механізм повороту і гідропневматичну підвіску.
Машина впевнено бере всі природні і спеціально створені перешкоди, здійснює десятиметрові стрибки на трамплінах. При цьому екіпаж зазначає незвично низький для бронетанкової техніки рівень навантаження і внутрішнього шуму. Фізичні навантаження при водінні машини — на рівні сучасної легкової машини. Маневрування машини заднім ходом здійснюється за допомогою телевізійної системи заднього огляду.

### Броня
На машині передбачена багаторівнева система захисту. В першу чергу, це швидкість і маневреність. Потім, зниження помітності в радіолокаційному, тепловому та оптичному діапазонах. Так, для зменшення помітності в радіолокаційному діапазоні корпус машини має особливу форму і виконаний із застосуванням спеціальних матеріалів і покриттів. Одним із заходів щодо зниження теплової помітності є використання безпідсвітних приладів нічного бачення.